# Ивлин Уо
Артър Ивлин Сейнт Джон Уо (на английски: Arthur Evelyn St. John Waugh) (1903-1966) е един от най-известните английски писатели на XX век.
Известен е със сатиричните си романи „Шепа прах“, „Упадък и падение“, „Унизени тела“, както и с по-личната „Завръщане в Брайдсхед“. Популярна е книгата му с проза „Развейте още знамена“, преведена за първи път в България през 1979 г. Уо е майстор на изтънчената сатира на английското висше общество, към което той е силно привлечен. Гор Видал нарича Уо „първия сатирик на нашето време“, а Джордж Оруел го описва като „толкова добър, колкото един писател може да бъде, без да е несъстоятелен“.

### Романи

#### ТрилогияSword of Honour
- Men at Arms (1952) - James Tait Black Memorial Prize
  - Във всеоръжие
- Officers and Gentlemen (1955)
- Unconditional Surrender (1961)

#### Други романи
- Decline and Fall (1928)
  - Упадък и падение
- Vile Bodies (1930)
  - Унизени тела
- Black Mischief (1932)
- Handful of Dust (1934)
  - Шепа прах
- Scoop (1938)
- Put Out More Flags (1942)
  - Развейте още знамена
- Brideshead Revisited (1945)
  - Завръщане в Брайдсхед
- The Loved One (1948)
- Helena (1950)
- Love Among the Ruins. A Romance of the Near Future (1953)
- The Ordeal of Gilbert Pinfold (1957)

### Сборници с разкази
- Mr Loveday's Little Outing and Other Sad Stories (1936)
- Work Suspended and Other Stories (1942)
- Basil Seal Rides Again (1963)
- Selected Works (1977), посмъртно издание
- Charles Ryder's Schooldays: And Other Stories (1982), посмъртно издание
- The Complete Short Stories (1997), посмъртно издание
- The Complete Stories of Evelyn Waugh (1998), посмъртно издание

### Отделни повести и разкази
- The Tutor's Tale (1927)
- The Patriotic Honeymoon (1932)
- An Entirely New Angle (1932)
- Incident in Azania (1932)
- Bella Fleace Gave a Party (1933)
- Cruise (1933)
- The Man Who Liked Dickens (1933)
- Out of Depth (1933)
- By Special Request (1934)
- Mr. Cruttwell's Outing (1935)
- On Guard (1935)
- Period Piece (1936)
- Winner Takes All (1936)
- Naples (1936)
- An Englishman's Home (1939)
- The Sympathetic Passenger (1939)
- Scott-King's Modern Europe (1947)
- Tactical Exercice (1947)
- Compassion (1949)
- Adam and Colonel Blount (1956)
- The End of the Battle (1961)
- Basil Seal Rides Again (1963)
- Charles Ryder's Schooldays (1982), посмъртно издание

### Пътеписи
- Labels (1930) - средиземноморски пътепис
- Remote People (1931) - първи африкански пътепис
- Ninety-two Days: The Account of a Tropical Journey Through British Guiana and Part of Brazil (1934)
- Waugh In Abyssinia (1936) - втори африкански пътепис
- Robbery Under Law (1939) - мексикански пътепис
- The Holy Places (1952)
- A Tourist In Africa (1960)

### Биографии
- Rossetti: His Life and Works (1928)
- St Edmund Campion: Jesuit and Martyr (1935) - Hawthornden Prize
- The Life of the Right Reverend Ronald Knox (1959)

### Автобиографии и мемоари
- Waugh in Abyssinia (1936)
- When the Going Was Good (1947)
- A Little Learning (1964) - първи том на неговата автобиография
- The Diaries of Evelyn Waugh (1976)
- A Little Order (1977)
- The Letters of Evelyn Waugh (1980)